# Fehérfülű kolibri
A fehérfülű kolibri (Basilinna leucotis) a madarak osztályának sarlósfecske-alakúak (Apodiformes) rendjébe és a kolibrifélék (Trochilidae) családjába tartozó faj.

## Rendszerezése
A fajt Louis Pierre Vieillot skót zoológus és ornitológus írta le 1818-ban, a Trochilus nembe Trochilus leucotis néven. Sorolták a Hylocharis nembe Hylocharis leucotis néven is.

## Alfajai
- Basilinna leucotis borealis (Griscom, 1929)
- Basilinna leucotis leucotis (Vieillot, 1818)
- Basilinna leucotis pygmaea (Simon & Hellmayr, 1908)[2]

## Előfordulása
Mexikó, Guatemala, Honduras, Nicaragua és Salvador területén honos, valamint az Amerikai Egyesült Államok délnyugati részén is ritkán előfordul.
Természetes élőhelyei a szubtrópusi és trópusi síkvidéki és hegyi esőerdők. Állandó, nem vonuló faj.

## Megjelenése
Testhossza 10 centiméter. Nevét fekete fején lévő, fülszerű fehér foltjáról kapta.

## Természetvédelmi helyzete
Az elterjedési területe nagyon nagy, egyedszáma pedig ismeretlen. A Természetvédelmi Világszövetség Vörös listáján nem fenyegetett fajként szerepel.